# Джеймс Фітцджеймс
Джеймс Фітцджеймс (англ. James FitzJames, 1st Duke of Berwick; фр. Jacques Fitz-James Duc de Berwick, 21 серпня 1670 — 12 червня 1734) — французький військовий діяч англійського походження, 1-й герцог Бервік.

## Життєпис
Походив з королівського роду Стюартів. Позашлюбний син Якова II, короля Англії, Шотландії та Ірландії, й Арабели Черчиль, сестри Джона Черчиля, герцога Мальборо.
Здобув гарну освіту у французьких коледжах Жюли, дю Плессі, Ла Флеш. у 1686 році вирушив до Угорщини у складі військ  Карла Лотаринзького. В цей час вирувала Війна Священної ліги проти Османської імперії. Фіцджеймс відзначився у битвах при Буді у 1686 році та Другій битві при Мохачі у 1687 році.
У 1688 році повертається до Англії, де допомагає відновленню батька на англійському троні після заколоту 1688 року. Тоді ж отримує Орден Підв'язки. Бере участь в Ірландській кампанії, битвах при Лондондері у 1689 році та на річці Бойн у 1690 році. Після поразки спроб переїздить до Франції, де приймає підданство короля Людовика XIV.
Тут воює під час війни Аусбурзької ліги до 1697 року під орудою маршалів Франсуа-Анрі Монморансі-Люксембурга та Франсуа де Вільруа. Відзначився у битвах 1691–1692 років, за що отримав звання генерал-лейтенанта. Звитяжив у битві при Неєрвіндені у 1693 році, де отримав поранення й потрапив у полон. Його обміняли на Джеймса Батлера, герцога Ормонда. У 1695 році за участь у війні проти Англії Джеймса Фіцджеймса було позбавлено англійського перства.
Під час війни за іспанську спадщину у 1704 році отримує командування над військами в Іспанії. За успішні дії отримує Орден Золотого Руна. У 1705 році отримує наказ придушити повстання камізарів у Лангедоку. Після успішного виконання доручення у 1706 році очолює командування у П'ємонті, де незабаром захоплює Ніццу, за що отримує звання маршала. Тоді ж повертається до Іспанії, де завдає поразки англо-португало-голландським військам у битві при Альмансі, що сприяло закріпленню Філіпа Анжуйського на іспанському троні. За це отримав титул герцога у Франції та герцога Ліріа-і-Херіка в Іспанії. Крім того, король Філіп V призначає Фіцджеймса віцекоролем Арагону.
У 1708 році командував військами на Рейні, а згодом поступив під командування Вандома у Фландрії. 1709–1711 роках відповідає за оборону провінцій Дофіне та Прованс, що Фіцджеймсу чудово вдалося. У 1710 році він стає герцогом Фіцджеймсом та пером Франції. У 1713 році після Утрехтського миру переконав короля приєднати до Франції долину Юбей. У 1714 році відбив у австрійців Барселону, що стало однієї з причин укладання Раштатського миру у тому ж році.
У 1715 році призначається губернатором Гієні, якою керував до 1718 року, коли знову повернувся до війська.
Під час війни четверного союзу проти Іспанії очолив французьку армію у Наваррі та Біскайї. У 1719 році захопив Фонтарабію, Сан-Себастьян, а згодом Уржель в Каталонії. У 1724 році стає кавалером Ордену Святого Духа.
Під час війни за польську спадщину у 1733 році очолив Рейнську армію, на чолі якої того ж року захопив фортецю Кель. Загинув під час облоги Філіпсбурга 12 червня 1734 року.

## Творчість
Залишив по собі цікаві мемуари — Mémoires du maréchal de Berwick écrits par lui-même : Avec une suite abrégée depuis 1716, jusqu'à sa mort en 1734; précédés de son Portrait, par Milord Bolingbroke, & d'une ebauche d'Eloge historique, par le Président de Montesquieu, які було видано у 1778 році.

## Родина
1. Дружина — Онора де Бурк
Діти:
- Джеймс-Франсуа (1696–1738), 2-й герцог Бервік

2. Дружина — Ганна Балклі
Діти:
- Генріх-Жак, 2-й герцог Фіцджеймс
- Генрієтта
- Франсуа, 3-й герцог Фіцджеймс, єпископа Суассона
- Генріх, губернатор Лімузена
- Шарль, 4-й герцог Фіцджеймс
- Лора-Ганна
- Марія-Емілія
- Едуард
- Ганна-Софі
- Ганна